# Andrzej Niemirowicz
Andrzej Jakubowicz Niemirowicz (Niemirycz) herbu Jastrzębiec (ur. 1462, zm. 1540) – hetman polny litewski (od 1535), wojewoda kijowski (od 1514).
Syn Jakuba Niemirowicza i Świętochny (wdowy po Andrzeju, synu wojewody wileńskiego Jana Dowgirda). Wnuk Andrzeja (Andruszki) Niemirowicza, prawnuk Jana Niemiry z Wsielubia.
W latach 1508–1509 był dworzaninem hospodarskim. W 1509 roku występował w dokumentach jako namiestnik mozyrski i sprawował ten urząd co najmniej do 1511 roku. W 1511 zastąpił kniazia Timofieja Kapustę na urzędzie namiestnika czerkaskiego (pozostał nim co najmniej do 1512 roku), a w 1514 roku - Jerzego Radziwiłła na urzędzie wojewody kijowskiego. Jako wojewoda kijowski koncentrował swą działalność na stosunkach z chanatem krymskim i obroną kijowszczyzny przed Tatarami. W 1522 roku sprawował urząd namiestnika świsłockiego, pozostając nim co najmniej do 1529 roku.
Wraz z hetmanem wielkim litewskim Konstantym Ostrogskim i starostą niegrodowym czerkaskim Eustachym Daszkiewiczem odniósł 27 stycznia 1527 wielkie zwycięstwo nad Tatarami, w bitwie pod Olszanicą, gdzie poległo 40 000 Tatarów i uwolniono 80 000 jasyru.
W czasie II wojny polsko-rosyjskiej 1534–1537 dowodził około dwudziestotysięczną armią polsko-litewską próbującą zdobyć Nowogród Siewierski.
Pod jego dowództwem wojsko próbowało zdobyć twierdzę przepływając otaczające ją jezioro na łodziach. Na skutek pomyłki oddziały dostały się jednak pod ogień własnej artylerii. Kontratak obrońców doprowadził do zniszczenia większości sił polsko-litewskich. Sam Niemirowicz wyszedł z klęski cało.
Wiosną 1535 roku został mianowany hetmanem polnym litewskim.
Andrzej Niemirowicz był żonaty dwukrotnie:
- z Anną (zm. przed 1528), wdową po kniaziu Łukomskim (babką wojewody połockiego Mikołaja Dorohostajskiego)[3],
- z Miłochną Daszkiewicz (siostrą Eustachego), wdową po Borysie Tyszkiewiczu, z którą miał córkę Bohdanę. Bohdana wyszła za mąż za Olizara Wołczkiewicza, starostę czarnobylskiego. Jako siostrzenica i jedyna spadkobierczyni Eustachego Daszkiewicza odziedziczyła po jego śmierci znaczną fortunę[4].

W 1537 roku na zamku w Kijowie Andrzej Niemirowicz adoptował Stanisława Stanisławowicza Dowojno, późniejszego wojewodę połockiego, którego uczynił swoim spadkobiercą. W czasie wojny litewsko-rosyjskiej, po zdobyciu twierdzy w Połocku w 1563 roku, Stanisław Dowojno dosłał się wraz z m.in. krewnym Andrzeja Niemirowicza - Mikołajem Niemirowiczem-Szczyttem (synem Mikołaja) na wiele lat do niewoli Iwana IV Groźnego.
W literaturze błędnie niekiedy przypisuje się Andrzejowi Niemirowiczowi herb Gozdawa zamiast Jastrzębca, myląc litewski ród Niemirowiczów (a także jego gałąź: Niemirowiczów-Szczyttów) herbu Jastrzębiec z rodziną Niemirów herbu Gozdawa z Podlasia. Wskazuje się również błędnie, że był on synem Jakuba Janowicza Niemirowicza, starosty brzeskiego, zamiast Jakuba Andrejewicza Niemirowicza.